# Сподње Странице
Сподње Странице (словен. Spodnje Stranice) су насељено место у општини Зрече, Савињска регија, Словенија.

## Историја
До територијалне реорганизације у Словенији биле су у саставу старе општине Словенске Коњице. Као самостално насеље, Сподње Странице постоје од 1998. године. Настале су издвајањем дела из насеља Странице.

## Становништво
У попису становништва из 2011. године, Сподње Странице су имале 174 становника.
| Број становника према пописима | Број становника према пописима |
| ------------------------------ | ------------------------------ |
| 2002                           | 2011                           |
| 169                            | 174                            |

Напомена: Године 1998. настала издвајањем дела из насеља Странице. До 1999. године исказивано под именом Грабен.

## Галерија
- пејзаж
- старе сеоске куће